# Kiental
Kiental est le nom donné à un village, rattaché à la commune de Reichenbach im Kandertal, et à une vallée suisses qui se trouvent dans l’Oberland bernois.

## Géographie
La vallée de Kiental est située au nord-est du village du même nom. Le village est situé sur les hauteurs de Reichenbach et en dessous de l'alpage Griesalp. Il est entouré des montagnes Dreispitz, Gehrihorn et Ärmighorn. En 1972, un lac vit le jour à la suite d'une tempête sur l'alpage Tschingelalp : le Tschingelsee. Site protégé depuis 1987, le lac disparait progressivement sous la végétation aquatique.

## Histoire
C'est dans ce village, plus précisément à l'hôtel Bären, que s'est tenue en avril 1916 la deuxième conférence des socialistes après celle de Zimmerwald, à laquelle notamment Vladimir Ilitch Lénine, Grigori Zinoviev, Robert Grimm et Angelica Balabanova prirent part.
Le tourisme n'en a cure, l'attractivité du lieu provenant des charmes de la nature aux alentours du Niesen et de la Blümlisalp.

## Économie
Une majorité des agriculteurs locaux pratique l'élevage bovin. Le tourisme constitue aussi une branche économique d'importance.

## Sport et loisirs
Le terrain de tennis est utilisé en hiver en tant que patinoire. En été, le Kientalerhof gère une piscine découverte publique. En hiver, la route d'accès à Ramslauenen est utilisée comme piste de luge de 7 km de long.

## Domaine skiable
Une petite station de ski a été aménagée sur les pentes avoisinantes ombragées. En plus de 10 minutes, le lent télésiège 2-places de construction récente (il a été reconstruit en 2007) relie le fond de vallée jusqu'au petit domaine d'altitude. Cette remontée mécanique opère tant en hiver qu'en été - alors de mi-mai à mi-octobre. Au sommet du domaine, le téléski Chüematti dessert 4 courtes pistes relativement étroites et au relief peu régulier - notamment des traversées de chemins, sur un dénivelé ne dépassant pas 200 m. Le retour en vallée - qui offre un dénivelé total de près de 500 mètres - est possible au moyen de deux pistes. La piste de difficulté rouge rejoint à mi-parcours la piste de luge, qui est alors de fait empruntée tant par les skieurs que par les lugeurs. La piste noire part directement sous le télésiège.
Le fil-neige pour débutants Eymätteli, situé au pied des pistes, nécessite un forfait séparé.
Tous les samedis soir - entre 19 h et 22 h - des mois de janvier et février, le télésiège est en service pour la pratique du ski nocturne. Lors des pleines lunes, le télésiège est en fonctionnement aussi de nuit.
Du fait de la faible altitude du domaine skiable, et malgré l'investissement dans des enneigeurs pour la saison 2013/2014, la saison se termine généralement dès le début de mars.
Depuis le sommet du télésiège, au lieu-dit Ramslauenen (1 409 m), une vue directe sur le lac de Thoune est permise.

## Curiosités touristiques
La vallée est le point de départ pour de nombreuses randonnées de montagne, notamment via le Hohtürli jusqu'à Kandersteg ou vers les sommets de la Blüemlisalp. Le chemin de randonnée Wildwasserweg et le chemin de fond de vallée permettent d'admirer diverses cascades. Un projet de barrage hydroélectrique - qui aurait anéanti à jamais ces beautés de la nature - n'y fut pas réalisé.

## Transports
Selon l'Office du Tourisme, le trajet en car postal entre Kiental et Griesalp via le lac de Tschingel est le plus raide (28%) d'Europe.